# Mattias Nilsson (żużlowiec)
Mattias Nilsson (ur. 24 lutego 1983 w Malmö) – szwedzki żużlowiec.
Złoty medalista indywidualnych mistrzostw Szwecji młodzików (1998). Brązowy medalista młodzieżowych indywidualnych mistrzostw Szwecji (Målilla 2000). Brązowy medalista mistrzostw Szwecji par klubowych (2003). Dwukrotny medalista drużynowych mistrzostw Szwecji: złoty (2006) oraz srebrny (2005). Finalista indywidualnych mistrzostw Szwecji (Hagfors 2003 – XIII miejsce). Pięciokrotny medalista drużynowych mistrzostw Danii: trzykrotnie srebrny (2002, 2004, 2006) oraz dwukrotnie brązowy (2005, 2010).
Reprezentant Szwecji na arenie międzynarodowej. Finalista indywidualnych mistrzostw Europy juniorów (Pardubice 2001 – VII miejsce). Finalista indywidualnych mistrzostw Europy (Miszkolc 2006 – XIV miejsce).
W lidze szwedzkiej reprezentował barwy klubów: Vetlanda (1999, 2001–2002), Bysarna Visby (2001, 2004), Njudungarna Vetlanda (2001–2004, 2006–2007), Falkarna Mariestad (2003), Örnarna Mariestad (2003, 2009), VMS Elit Vetlanda (2003, 2005–2006), Lejonen Gislaved (2006), Griparna Nyköping (2007) oraz Gnistorna Malmö (2008–2011), w duńskiej – Slangerup (2002, 2004–2006) oraz VSK Vojens (2010), natomiast w polskiej – Kolejarz Opole (2006–2007).